# Нова Весь-Дмохи
Нова Весь-Дмохи (пол. Nowa Wieś-Dmochy) — село в Польщі, у гміні Яновець-Косьцельний Нідзицького повіту Вармінсько-Мазурського воєводства.
Населення — 124 особи (2011).
У 1975-1998 роках село належало до Ольштинського воєводства.

## Демографія
Демографічна структура станом на 31 березня 2011 року:
|          | Загалом | Допрацездатний вік | Працездатний вік | Постпрацездатний вік |
| -------- | ------- | ------------------ | ---------------- | -------------------- |
| Чоловіки | 67      | 21                 | 41               | 5                    |
| Жінки    | 57      | 8                  | 35               | 14                   |
| Разом    | 124     | 29                 | 76               | 19                   |